# Viktor Sund
Karl Viktor Sund, född 27 augusti 1891 i Jakobstad, död där 27 juli 1966, var en finlandssvensk folkskollärare och skald. Han var son till Karl Sund och Maria Sund.
Han tog studenten vid Jakobstads läroverk 1912. Han utexaminerades två år senare, från Nykarleby seminarium, och hade då fått kompetens som folkskollärare. Sund återvände sedan till hemstaden och tjänstgjorde som lärare vid Jakobstads svenska folkskola. Han arbetade även som överbibliotekarie på deltid, vid stadens bibliotek samt som intendent vid stadens museum. Han hade ordinarie lärartjänst i staden från år 1922 fram till pensioneringen 1954.
Sund är författare till Där björkarna susa. Oskar Merikanto har tonsatt dikten. Enligt traditionen handlar visan om Viktor Sund själv och hans tilltänkta brud. De hade planerat att gifta sig till sommaren men fästmön dog innan det hann bli något bröllop. Viktor Sund förblev sedan ogift.